# 神戸市行財政局
神戸市行財政局（こうべしぎょうざいせいきょく）は、神戸市に設置されている部署である。

## 概要
行政管理機能の強化及び行財政改善の着実な推進を目標とし、総務局と理財局を統合して設置された。

## 職務
所掌
神戸市事務分掌条例（令和5年3月31日条例第44号）第1条に事務分掌が規定されている。
```
（事務分掌）
第2条 
地方自治法
（昭和22年法律第67号）第158条第1項後段の規定により、設置する局及び室並びにその分掌する事務は、次のとおりとする。
行財政局
（1） 市の
行財政
改善の推進及び
行政
一般に関する事項。
（2） 職員の人事、
給与
及び
福利厚生
に関する事項。
（3） 市の
予算
、
税
その他
財政
に関する事項。
（4） 
議会
に関する事項。
（5） 他の局及び室の所管に属しない事項。
```

## 組織
- 業務改革課
- 庁舎課
- 法務支援課
- 行政管理課
- 人事課
- 組織編成課
- 給与課
- 厚生課
- 総務事務センター
- 財務課
- 契約監理課
- 資産活用課
- 税務部
  - 税務課
  - 税制企画課
  - 市民税課
  - 法人税務課
  - 固定資産税課
  - 収税課
  - 収納管理課